# Chayse Evans
Chayse Evans (Monterey, California; 2 de agosto de 1986) es una actriz pornográfica estadounidense. Comenzó su carrera en la industria del cine para adultos en 2007, a los 21 años de edad.

## Premios
- 2009: XBIZ Award – New Starlet of the Year — nominada[2]
- 2009: FAME Award – Favorite Female Rookie — nominada[3]
- 2009: AVN Award – Best New Starlet — nominada[4]
- 2010: AVN Award – Female Performer of the Year — nominada[5]
- 2010: AVN Award – Best POV Sex Scene – Full Streams Ahead 2 — nominada[5]
- 2010: AVN Award – Best Anal Sex Scene – Evil Anal 10 — nominada[5]